# Зайковский, Эдвард Михайлович
Эдвард (Эдуард) Михайлович Зайковский (бел. Эдвард Міхайлавіч Зайкоўскі, 18 ноября 1952, Дубоши, Молодечненская область — 22 июля 2025, Минск) — белорусский археолог.

## Жизнь и карьера
Зайковский родился в деревне Дубаши Воложинского района Минской области. В 1975 году окончил Белорусский государственный университет. В 1979–1984 годах участвовал в работе молодёжного общественного объединения «Мастерская белорусских мастеров». С 1980 года работал в Институте истории Национальной академии наук Беларуси.
Автор ряда публикаций, в том числе «Первобытные памятники Северной Беларуси» (1990) и «Древнебелорусская кухня» (1995).
Зайковский умер 22 июля 2025 года в возрасте 72 лет.